# Маккаскер, Джоан
Джоа́н Элизабе́т Макка́скер (англ. Joan Elizabeth McCusker, урождённая Джоа́н Элизабе́т И́нглиш, англ. Joan Elizabeth Inglis; 8 июня 1965, Йорктон, Саскачеван, Канада) — канадская кёрлингистка. Играла на позиции второго.
В составе команды скипа Сандры Шмирлер победила на Олимпийских играх 1998 года и трижды на чемпионатах мира; с той же командой и в составе других — неоднократный победитель чемпионата Канады.
В 1999 году была вместе со всей командой Шмирлер введена в Зал славы канадского кёрлинга. В 2000 была вместе со всей командой Шмирлер введена в Зал спортивной славы Канады (англ. Canadian Sports Hall of Fame) (они были первыми из кёрлингистов-женщин, введённых в этот Зал славы). В 2022 году введена в Международный зал славы кёрлинга Всемирной федерации кёрлинга, одновременно туда были введены ещё двое участников чемпионской команды — Джен Беткер и Марсия Гудерайт, ранее в 2009 в Международный зал славы кёрлинга была введена Сандра Шмирлер (посмертно).
Джоан вошла в команду Шмирлер в конце 1980-х, когда её сестра Кэти Трауэл, которую Шмирлер и Джен Беткер приглашали в формируемую команду на позицию второго, отказалась из-за своей беременности, порекомендовав вместо себя Джоан и предложив также взять в команду на позицию первого Марсию Гудерайт.
До 1998 Джоан работала учителем в школе, затем ушла оттуда, решив сосредоточиться на кёрлинге и работе на телевидении, где она входит как спортивный комментатор и аналитик в группу телетрансляций соревнований по кёрлингу в en:CBC Sports — спортивном телеканале канадской телерадиовещательной корпорации CBC.
Её сёстры Кэти Трауэл (англ. Cathy Trowel) и Нэнси Инглиш (англ. Nancy Inglis) тоже опытные кёрлингистки, выступали на региональных и национальных турнирах (в числе прочего на чемпионате Канады 1998 играли за команду Саскачевана — в том числе и против «команды Канады», где тогда играла Джоан).
Её муж Брайан Маккаскер (англ. Brian McCusker) тоже играл в кёрлинг, выступал на нескольких мужских чемпионатах Канады, а также в турнирах для смешанных команда (микст): в числе прочего в 1984 в одной команде от Саскачевана вместе c Джен Беткер выиграл чемпионат Канады среди смешанных команд..

## Команды
| Сезон   | Четвёртый       | Третий          | Второй          | Первый          |
| ------- | --------------- | --------------- | --------------- | --------------- |
| 1990—91 | Сандра Питерсон | Джен Беткер     | Джоан Инглиш    | Марсия Шимл     |
| 1992—93 | Сандра Питерсон | Джен Беткер     | Джоан Маккаскер | Марсия Шимл     |
| 1993—94 | Сандра Питерсон | Джен Беткер     | Джоан Маккаскер | Марсия Гудерайт |
| 1994—95 | Сандра Питерсон | Джен Беткер     | Джоан Маккаскер | Марсия Гудерайт |
| 1996—97 | Сандра Шмирлер  | Джен Беткер     | Джоан Маккаскер | Марсия Гудерайт |
| 1997—98 | Сандра Шмирлер  | Джен Беткер     | Джоан Маккаскер | Марсия Гудерайт |
| 2003—04 | Джен Беткер     | Sherry Linton   | Джоан Маккаскер | Марсия Гудерайт |
| 2004—05 | Джен Беткер     | Sherry Linton   | Джоан Маккаскер | Марсия Гудерайт |
| 2005—06 | Джен Беткер     | Sherry Linton   | Джоан Маккаскер | Марсия Гудерайт |
| 2011—12 | Джен Беткер     | Марсия Гудерайт | Джоан Маккаскер | Sherry Linton   |

(скипы выделены полужирным шрифтом)
(см. также )